# Hipersomnia
La hipersomnia primaria (o hipersomnia recurrente o hipersomnia idiopática, o también en terminación masculina: hipersomnio primario o hipersomnio recurrente o hipersomnio idiopático) es uno de los denominados trastornos intrínsecos del sueño. Se caracteriza por dormir muchas horas y aun así seguir cansado durante el día; a las personas que sufren de esta condición les cuesta mucho despertarse después de sus horas de sueño. 
Ello causa deterioro funcional significativo, en ausencia de insomnio o de otro trastorno psíquico o mental, que no sea efecto del uso de sustancias psicotrópicas o de fármacos.

## Cuadro clínico
A quienes padecen hipersomnia les acontecen episodios recurrentes de somnolencia diurna excesiva, a pesar de que la persona duerma largas horas durante la noche previa. Esta somnolencia diurna difiere de la sensación común de cansancio causada por interrupción del sueño nocturno. A estos pacientes les es imperativo descansar o tomar lo equivalente a siestas en momentos y lugares inadecuados: en el trabajo o durante una cena fuera de casa. Las siestas normales, diurnas, generalmente son largas y no aportan mejoras en los síntomas.
A las personas con hipersomnia se les dificulta levantarse en la mañana y se sienten desorientados. Es común que tengan que usar varios despertadores y alarmas para obligarse a despertar. Otros síntomas pueden incluir ansiedad, irritabilidad, falta de energía, pensamientos lentos y dificultad para memorizar. Algunos pacientes incluso pierden capacidad para interactuar socialmente en la familia o en el trabajo.

## Causas
Causas de hipersomnia pueden ser lesiones cerebrales, trastornos como depresión clínica, uremia, hiperglucemia y fibromialgia. La hipersomnia puede constituir también un síntoma de otros trastornos del sueño: narcolepsia, apnea del sueño, síndrome de piernas inquietas y síndrome de Kleine-Levin. También podría relacionarse con el síndrome felino.
Así mismo puede ser efecto secundario de ciertos medicamentos. En estos casos es secundaria: no es primaria, ni idiopática. Un factor desencadenante puede ser también la predisposición genética.

## Diagnóstico
Para inferir un diagnóstico deben ocurrir síntomas al menos durante un mes (tres meses según los más recientes criterios de la ICSD de 2005) e impactar significativamente la vida del paciente.

## Tratamiento
El tratamiento es sintomático. Se pueden prescribir estimulantes como anfetaminas, metilfenidato y modafinilo. Entre otras drogas para el tratamiento existen la levotiroxina, levodopa, bromocriptina, antidepresivos e IMAO. Los pacientes deben evitar así mismo consumos excesivos de café y alcohol.